# IC 893
IC 893 је спирална галаксија у сазвјежђу Дјевица која се налази на листи објеката дубоког неба у Индекс каталогу.
Деклинација објекта је - 2° 36' 41" а ректасцензија 13h 31m 47,4s. Привидна величина (магнитуда) објекта IC 893 износи 14,1 а фотографска магнитуда 14,9. IC 893 је још познат и под ознакама UGC 8513, MCG 0-35-2, CGCG 17-6, PGC 47566.